# Ковалевичи (Пуховичский район)
Ковалевичи (бел. Кавале́вічы) — деревня в Пуховичском районе Минской области Республики Беларусь. В составе Новопольского сельсовета.

## География
Расположена в 45 км по юго-западу от Марьиной Горки, 48 км от Минска, 22 км от железнодорожной станции Руденск на линии Минск — Осиповичи, на автодороге Р69 Смолевичи — Шацк.

### Гидрография
На реке Ковалевка (приток Шати).

## История

### Ранний период. Великое Княжество Литовское
Ковалевичи — древнее поселение. На севере деревни, в лесу, в урочище Маяк, или Городище, расположены археологические памятники — городище, 2 могильника, 2 кургана. Александр Ельский отмечал, что городище местные люди называют также Замчищем.
В 1605 году деревней владели Януш Радзивилл и его жена София из Олельковичей, последняя из рода Олельковичей, слуцких князей. В это время деревня в Минском уезде Минского воеводства Великого Княжества Литовского. Документом от 14 марта 1606 года, удостоверенным в трибунале Виленском, Януш и София Радзивиллы отдают в залог Ковалевичи вместе с Сергеевичами и с доме́ном Хотляны, Свентохне Окуневне Бальцеровой Раецкой, войсковой Троцкой, в сумме 4000 коп гривень литовских, залог со временем был выплачен. В радзивилловском инвентаре земли упоминаются как «бакштанские» (т. н. «Бакштанское графство»). Позже наследниками стали Якуб и Анна Прошицы, которые в 1617 году продали Ковалевичи и соседние деревни Янушу Быховцу.
Януш Быховец конфликтовал с соседом Андреем Винко, который жил в соседнем Шацке. Они совершали взаимные шляхетские наезды, а в 1620 году Винко с вооруженным отрядом уничтожил Ковалевичи и соседние Толкачевичи с резиденцией Быховца, и убил последнего. Это дело разбиралось в трибуналах из-за потомков убитого, закончилось в Новогрудке в 1628 году. Быховцам были подтверждены права на землю, но вскоре они из-за долга перешли к Зарянкам герба Корчак, а в 1748 году были окончательно выкуплены ими в собственность, принадлежали к домену Дудичи. Казимир Зарянок, сын Бронислава, подчаший Волковысский, с женой Лоховской имел двух дочерей: Елизавету и Александру, для которых в 1748 году приобрел дополнительные земли вокруг владений. Разделил их на 2 части: домен Хотляны взяла Елизавета, в браке Завиша; Александра, которая не состояла в браке, получила Дудичи с прилегающими деревнями, в том числе Ковалевичи.
Около 1760 года Казимир Зарянок умер, Дудичами и окрестностями владела лично Александра. 27 сентября 1767 года Александра вышла замуж за Юзефа Прозора старосту жмудского, позже воеводу витебского. Они имели двух дочерей: Барбару и Розу. Александра Прозорова умерла в Дудичах в 1768 году, дочерей до совершеннолетия опекал Юзеф Прозор, позже передав опеку ксендзу Букатому, канцеляру Виленской кафедры. В 1785 году Барбара и Роза вышли замуж, а позже разделили имущество. Ковалевичи с окрестными деревнями получила Барбара, которая вышла замуж за Франтишка Букаты, подкоморием надворным и шамбеляном (или камергером), поздним послом Речи Посполитой в Великобритании. Из-за того, что Франтишек Букаты был послом в Лондоне, он не мог ухаживать за своими владениями на Литве, поэтому доверил это прелату Антонию Букаты.

### Под властьюРоссийской империи
После второго раздела Речи Посполитой 1793 года в составе Российской империи. Франтишек Букаты умер в 1797 году, а Барбара Букаты из Прозоров второй раз вышла замуж за Ксаверия Липского герба «Грабе», каштеляна ленчицкого, и все имущество переписала ему.
Около 1830 года Ковалевичи были отобраны в пользу кредиторов, потом их купил Тадеуш Завиша. Ян Завиша, сын Тадеуша в 1859 году продал Ковалевичи Касперу, одному из сыновей Липского. По смерти бездетного Каспера Липского в 1861 году Ковалевичи перешли Ельским, кровным умершего. Однако из-за долгов Ельские не могли содержать Ковалевичи, поэтому ими владели разные личности, пока не стали собственностью Ивана Андреевича Бунге. В 1870 году село и имение в Шацкой волости Игуменского уезда Минской губернии. В 1880 году в имении был основан винокуренный завод, в котором в 1913 году работало 7 рабочих.
В 1897 году в селе был хлебозапасный магазин, часовня.
В 1908 году в Шацкой волости Игуменского уезда Минской губернии.
В 1913 году открыто земское народное училище.

### Новейшее время
С конца февраля 1918 года территория оккупирована войсками Германской империи. 25 марта 1918 года согласно Третьей Уставной грамоте провозглашалась частью Белорусской Народной Республики. В декабре 1918 года занята Красной Армией, с 1 января 1919 года в соответствии с постановлением I съезда КП(б) Беларуси она вошла в состав Советской Белоруссии, с 27 февраля 1919 года — в ЛитБел ССР. Во время польско-советской войны в августе 1919 — июле 1920 годов под оккупацией Польши.
С 31 июля 1920 года в Белорусской ССР. При советской власти народное училище было преобразовано в трудовую школу I степени, в 1922 году было 20 учеников. В начале 1930-х годов создан колхоз «Красный Путиловец», была кузница, лесопильный и известковый заводы, возведенные в 1933 году.
Во Вторую мировую войну с конца июня 1941 года до начала июля 1944 года оккупирована нацистской Германией. В окрестностях деревни действовала советская партизанская бригада «Беларусь». В сентябре 1943 года нацисты сожгли деревню, погубили 73 жителей. После войны деревня восстановлена.
До 29 июня 2006 года деревня входила в состав Сергеевичского сельсовета. С 2006 года по 28 мая 2013 года в составе Правдинского поссовета.

## Население

### Численность
- 2019 год — 18 жителей

### Динамика
- 1800 год — 26 дворов, 181 житель
- 1870 год — 117 жителей мужского пола
- 1897 год — 56 дворов, 395 жителей (село); 4 дворы, 59 жителей (имение)
- 1908 год — 73 двора, 538 жителей (село); 1 двор, 17 жителей (имение)[3]
- 1917 год — 90 дворов, 520 жителей (село); 13 дворов, 109 жителей (хутор)
- 1940 год — 110 дворов, 430 жителей
- 1960 год — 303 жителя
- 1999 год — 79 жителей (перепись населения)
- 2002 год — 44 двора, 70 жителей
- 2009 год — 40 жителей (перепись населения)[3]
- 2012 год — 24 хозяйства, 33 жителя
- 2019 год — 18 жителей (перепись населения)

## Достопримечательность
- Археологические памятники (городище, курганные могильники, курганы).[6]
  - Городище периода раннего железного века, урочище Городище (Маяк), 0,7 км от левого берега водохранилища Ковалёвка, 1,3 км на юго-запад от деревни Ковалевичи —  Историко-культурная ценность Республики Беларусь, шифр 613В000515.

### Утраченное наследие
- Каплица (Часовня)

## Известные уроженцы
- Тарашкевич, Серафима Павловна — Герой Социалистического Труда.